# Казе Сартор (Тревизо)
Казе Сартор је насеље у Италији у округу Тревизо, региону Венето.
Према процени из 2011. у насељу је живело 157 становника. Насеље се налази на надморској висини од 48 м.